# Youssef El Akchaoui
Youssef El Akchaoui (ur. 18 lutego 1981 w Dordrechcie) – marokański piłkarz występujący na pozycji obrońcy.

## Kariera klubowa
El Akchaoui urodził się w Holandii w rodzinie pochodzenia marokańskiego. Zawodową karierę rozpoczynał w Excelsiorze Rotterdam z Eerste divisie. Latem 2002 roku został wypożyczony do niemieckiego Unionu Berlin grającego w 2. Bundeslidze. W 2003 roku powrócił do Excelsioru, jednak w jego barwach nie rozegrał już żadnego spotkania.
Latem 2003 roku przeszedł do ADO Den Haag z Eredivisie. W tych rozgrywkach zadebiutował 28 września 2003 roku w wygranym 2:1 meczu z NEC Nijmegen. 4 kwietnia 2004 w przegranym 3:5 pojedynku z Utrechtem strzelił pierwszego gola w Eredivisie. W ADO spędził 3 lata.
W 2006 roku El Akchaoui podpisał kontrakt z innym pierwszoligowym zespołem, NEC Nijmegen. Pierwszy ligowy mecz zaliczył tam 20 sierpnia 2006 roku przeciwko PSV Eindhoven (1:3). W sezonie 2008/2009 występował z klubem w Pucharze UEFA, w którym dotarł z nim do 1/16 finału. W styczniu 2010 roku został wypożyczony do niemieckiego klubu FC Augsburg (2. Bundesliga).
Latem 2010 roku El Akchaoui podpisał kontrakt z ekipą SC Heerenveen występującą w Eredivisie. Był z niej wypożyczony do VVV Venlo i NAC Breda. Następnie grał w takich klubach jak SBV Excelsior i Haaglandia.

## Kariera reprezentacyjna
W reprezentacji Maroka El Akchaoui zadebiutował 20 sierpnia 2008 roku w wygranym 3:1 towarzyskim meczu z Beninem.